# Football Club Numància
|  | No s'ha de confondre amb Club Deportivo Numancia. |

El Football Club Numància fou un club català de futbol de la ciutat de Barcelona de l'inici del segle xx.

## Història
El Football Club Numància va ser fundat el 1907 a la Vila de Gràcia. Inicialment tenia la seu social al carrer la Granja número 24, prop de la plaça Lesseps, però l'especial orografia de la zona amb carrers força estrets i la manca de terrenys lliures, van obligar al club a buscar un terreny de joc més enllà de Gràcia. El club s'establí al carrer Muntaner, al barri de Sant Gervasi de Cassoles, cantonada amb el carrer Sant Sebastià (actual Marià Cubí). El camp, situat als terrenys de Can Galvany, estava a tocar del futur Turó Parc; aquesta era una zona on a principis del segle passat va acollir diversos camps de diferents esports (futbol, tenis, etc). El 1913 van canviar la seu social i la van traslladar a tocar del terreny de joc.
El Numància vestia samarreta blanca a ratlles blaves i va començar a competir al Campionat de Catalunya la temporada 1907-08; els numantins per tant van esdevenir el segon equip gracienc que participava en una competició oficial de la Federació Catalana, després del pioner Sport Club Salut. Però el debut del Numància en la segona categoria va acabar sense guanyar ni un sol partit dels 10 disputats, marcant només 2 gols i encaixant-ne 32. El campió va ser el Salut SC.
La temporada següent (1908-09) van millorar el registres i quedarien quarts classificats de sis equips. El Campionat de Catalunya 1909-10 de Segona Categoria va ser extremadament llarg, doncs es perllongà entre setembre de 1909 i agost de 1910, i hi participaren els clubs Catalònia FC, FC Provençal, CE Europa, FC Andreuenc, CS Sabadell, Club Catalunya, Aurora FC i FC Olímpic. Al finalitzar el Campionat el Numància va esdevenir campió, però no ascendí en no haver ascensos ni descensos reglamentats. El setembre del 1909 i coincidint amb el V Congrés d'Esperanto, el Club és l'organitzador del torneig Copa Esperanto, que guanyaria el Catalònia.
El curs 1910-11, els numantins van tornar a jugar a Segona Categoria. Els blanc-i-blaus per segon any seguit van ser campions i aquesta vegada sí van ascendir a la màxima categoria del futbol català, on hi estarien les 3 següents temporades (1911-12, 1912-13 i 1913-14). Un onze d'aquell equip campió era: Rocha; Curt, Estadella; Fradera I, Mestres, Bayés; Rodríguez, Barberà, Fradera II, Batllori, Oscós.
El juliol del 1911 un popular quiosc de les Rambles barcelonines, va organitzar el torneig Copa Canaletas, en format d'eliminatòries. El primer rival va ser el CE Europa; amb victòria per 3-1, el segon partit es va resoldre amb una contundent victòria per 7-1 al Barcelonés. Finalment la final es va disputar amb l'Internacional de Sants, on van aconseguir la Copa al guanyar per 3-2. El partit es va jugar en dos diumenges, ja que la falta de llum va obligar a continuar-lo al següent. Com a campions de Segona Categoria i dins el marc de les festes que anualment organitzava la Federació Catalana, el Numància va enfrontar-se al FC Barcelona, campió de la Primera Categoria. Els blanc-i-blaus fent un excel·lent encontre, només van perdre per 2-0.
Finalment i després de les 3 temporades a la màxima categoria va desaparèixer definitivament el mes d'agost de 1914.